# سلماباد
سلماباد إحدى مناطق البحرين وتقع بالقرب من مدينة عيسى. الكثير من المواطنين والمقيمين، يعرفون منطقة «سلماباد» الصناعية لكثرة ترددهم عليها، لكن لا يعرف الكثير منهم قرية «سلماباد» كقرية عن كثب، فهذه القرية الصغيرة الطيبة، تستحق أن تمتد إليها يد التطوير في جوانب مختلفة، وقبل أن نبدأ جولتنا في «سلماباد»، دعونا أولا نتعرف على أصل التسمية.

## التسمية
سُمّيت القرية بهذا الاسم لأنها في السابق كانت تضم العديد من العلماء والفقهاء وكانت مركزا للعلم، حيث كان الناس يلجأون لعلمائها وفقهائها وجاءت التسمية من (سل ما بدا لك)،  أي أنه في مقدورك أن تسأل علماءها في أي أمر يهمك.
ورواية أخرى تقول إن التسمية فارسية ومعناها «السلم» أو أرض السلام، أو من شجر السَلْم الذي هو من أنواع شجر السمر، وبخصوص مسمى سلماباد فقد جاء في معجم البلدان لياقوت الحموي بأنها موضع بالبحرين من ديار قبيلة عبد قيس الشهيرة، وسميت كذلك سلماباد بهذا الاسم لفرع من ذات القبيلة يسمى بنو سليمة من عبد قيس، فيما يقول كبار السن إن الاسم يعود قديما إلى شخصية فتاة كان اسمها «سلمى»، فتحور الاسم شيئا فشيئا إلى سلماباد.

## الموقع
هي إحدى القرى التابعة إداريا للمحافظة الوسطى، وهي تقع إلى الغرب من (مدينة عيسى) ويحدها من الشمال شارع الشيخ عيسى الكبير، ومن الجنوب قرية عالي، ومن الغرب شارع الشيخ خليفة بن سلمان.

## مؤسساتها
مشروع التعليم الديني لقرية سلماباد، صندوق سلماباد الخيري، الجمعية الحسينية الثقافية، مركز سلماباد الثقافي والرياضي.

## مجمعاتها
```
704 706- 708- 714
```

## تعداد سكانها
يقارب 2000 نسمة.

## مرافقها
مدرسة سلماباد الابتدائية للبنات التي كانت سابقا للبنين
إدارة الطرق والمجاري
وفيها جامعة خاصة (AMA)

## المساجد
1- مسجد الشيخ مفلح الصيمري (المقبرة)
2- مسجد الشيخ عبد الله الصيمري
3- مسجد الشيخ أحمد
4- مسجد الردم (الشيخ يحيى)
5- مسجد الربط
6- مسجد الإمام علي
7- مسجد الإمام الهادي
8- مسجد الإمام الصادق (مسجد الدوار)، الذي تم هدمه من قبل النظام البحريني والقوات السعودية في أحداث ثورة الورود (14 فبراير) تم هدمه في 18 أبريل 2011م .

## المآتم
الرجال
1. مأتم سلماباد الكبير
2. مأتم الإمام الحسن الزكي
3. مأتم الكشري
4. مأتم الحاج حسن عبد الوهاب الرمضان (مجلس)

النساء
1. مأتم النساء الكبير (الكاظمية)
2. مأتم أم حسين
3. مأتم الحاج أحمد منصور
4. مأتم أم البنين

## علماء القرية

### 1- الشيخ مفلح الصيمري (900 هـ)
الشيخ مفلح بن الحسن بن رشيد بن صلاح الصيمري
أساتذته:
الشيخ أبو العباس أحمد بن فهد الحلي المتوفى سنة 841هـ صاحب كتاب المهذب البارع
الشيخ كريم الدين يوسف بن حسين بن أبي القطيفي
تلامذته:
الشيخ حسين بن مفلح الصيمري
الشيخ ناصر بن عبد الحسين السماهيجي
الشيخ محمد بن أحمد الإحسائي
مصنفاته:
للشيخ مفلح الصيمري العديد من الكتب، وقد طُبع القليل منها ولا يزال الباقي ينتظر أن يرى النور ويخرج من عالم النسيان
1- جواهر الكلمات في العقود والإيقاعات، ذكره الشيخ الطهراني في الذريعة، رُتب الكتاب في مقدمةٍ لبيان ترتيب كتب الفقه، ثم بابين في العقود والإيقاعات في كل منهما عدة كتب، فرغ منه في العاشر من جمادى الأولى عام 870هـ، أوله:(الحمد لله رب العالمين، وبعد فقد التمس مني بعض الإخوان الأعزة علي الكرام لدي أن أجمع له صيغ العقود والإيقاعات) هذا وقد ذكر صاحب الذريعة أن نسخة خطّ المؤلّف موجودة في مكتبة الشيخ محمّد علي الخونساري في النجف.
2- غاية المرام في شرح شرائع الإسلام، ذكره الشيخ الطهراني في الذريعة، وقال إنّه رأى نسخةً من هذا الكتاب في كربلاء وتاريخ كتابتها 981هـ، هذا وقد طبع هذا الكتاب في بيروت حدود سنة 1993 في عدّة مجلّدات، وأول الكتاب:(الحمد لله الذي هدانا إلى الإسلام، وأنعم علينا بالتكليف المؤدي إلى دار السلام).
3- كشف الالتباس عن موجز أبي العباس، وهو شرح على كتاب أستاذه أبي العباس أحمد بن فهد الحلي واسم الكتاب (الموجز الحاوي لتحرير الفتاوي)، وقد ذكره صاحب الذريعة، أوّله:(الله أحمد على سوابغ إنعامه، وترادف آلائه وإكرامه وتتابع فضله ودوامه وأشكره على حالتي عفوه وانتقامه..)، وهو شرح بـ(قال ـ أقول)، فرغ منه مؤلّفه في 28 رمضان سنة 878هـ، وتعود بعض نسخه الموجودة إلى سنة 988هـ، وقد طُبع مؤخراً في قم ورأيت بعض أجزائه.
4- رسالة في الطواف، ذكرها الشيخ سليمان الماحوزي في الفهرست.
5- إلزام النواصب، ذكره الشيخ الطهراني في الذريعة، أوّله بعد التحميد والصلوات:(وبعد فإنّه يجب على كلّ عاقل أن ينظر لنفسه قبل حلول رمسه)، وقد طبع طبعتين، الأولى في إيران سنة 1303هـ، والثانية طبعة حديثة محققة في سنة 1420هـ، كما طبع ثالثة في إيران سنة 1424هـ بتحقيق السيد محمود الغريفي، والمعروف أن هذا الكتاب هو من مصنفات الشيخ مفلح الصيمري كما نقل ذلك في كثير من المصادر وكما أثبت ذلك على نسخه المطبوعة، إلا أن هناك من نسبه إلى السيد ابن طاووس، كما أن هناك من نسبه إلى الشيخ حسين بن الشيخ مفلح الصيمري.
6- التبيينات في الإرث والتوريثات، ذكره الشيخ الطهراني وقال عنه بأن رأى نسخة منه في ضمن مجموعة موقوفة في كتب السادة بيت الخرسان في النجف، وهو مرتب على ثلاثة أبواب وخاتمة، أوله: (الحمد لله الذي أسعدنا بدين الإسلام وأوضح لنا الحق إيضاح الضياء من الظلام).
7- تلخيص الخلاف وخلاصة الاختلاف، ذكره الشيخ الطهراني في الذريعة، وقد رتب فيه كتاب (الخلاف) للشيخ الطوسي بعين ألفاظه مع التقديم والتأخير وحذف الزوائد حسبما يراه فذكر من آراء أهل السنة أقوال الصحابة وأئمة المذاهب الأربعة ولم يتعرض لغيرهم، وإذا كان له رأي خاص في المسألة أورده مع الإشارة إلى دليله، وقد أتمه في 17 جمادى الآخرة سنة 863هـ (25)، وقد طبع هذا الكتاب في ثلاثة أجزاء في مدينة قم بتحقيق السيد مهدي الرجائي في سنة 1408هـ.
8- التنبيه على غرائب من لا يحضره الفقيه، ذكره في الذريعة.
9- ديوان شعر، ذكره في الذريعة.
10- رسالة في أصول الدين، ذكرها في الذريعة، وقال عنها أنها مختصرة في الغاية ببراهين موجزة في عدة أوراق، وقال أنها موجودة في مكتبة السماوي.
11- رسالة في تكفير ابن قرقور، ذكرها في الذريعة، كما ذكر الشيخ سليمان الماحوزي أنه رآها في خزانة أستاذه الشيخ سليمان بن علي الإصبعي الشاخوري، قال: وله رسالة في تكفير ابن قرقور رجل من أعيان البحرين وارتداده بسبب تلاعبه بالشرع المقدس.
12- عقد الجمان في حوادث الزمان، ويسمى أيضاً بـ (رجال الشيخ مفلح) ذكره الشيخ الطهراني في الذريعة، وقد طبع في ضمن سلسلة (ميراث إسلامي مكتوب)، وقد أخبرني بعض الإخوة أنه بصدد طبعه مستقلاً.
13- مختصر الصحاح، ذكره في الذريعة
أخلاقه وسجاياه:
لا يوجد في المصادر من أشار إلى أخلاق وسجايا الشيخ مفلح الصيمري، نعم تكلم الشيخ يحيى البحراني عن ابنه الشيخ حسين بن مفلح، ووصفه بالعبادة والتقوى ووصف حسن أخلاقه، وكما قيل فإن (الفتى سر أبيه)، نعم ورد في قصيدة معاصره السماهيجي الآتية وصفه بأنه قد تفوق على أبناء زمانه في الورع، ووصف تضلعه في العلوم، وذكر مجاهدته لنفسه. كما أن قصة إبعاده عن البحرين التي ذكرناها فيما سبق تعطي بعداً آخر لشخصيته وأنه كان ممن لا تلومه في الله لومة لائم. تضلعه في العلوم: يمكن القول بأن كتب الشيخ الصيمري وآرائه الفقهية قد حظيت باهتمام بالغ من العلماء الذين تأخروا عنه، فقد دأب العلماء على استعراض أرائه الفقهية، ويمكن ملاحظة ذلك بشكل واضح في مطاوي كتاب الحدائق الناضرة للمحدث البحراني، وكتاب مفتاح الكرامة للعاملي، وكتاب جواهر الكلام، وكتاب المكاسب
أقوال العلماء في حقه:
1- قال عنه الشيخ يحيى بن الحسين البحراني: (الشيخ الأجل مفلح بن حسن الصيمري صاحب التنقيحات الباهرة، وقد صنف كتباً جمةً منها...)
2- وقال عنه الحر العاملي: (فاضلٌ علامةٌ فقيهٌ، له كتبٌ منها... ورسالة سماها جواهر الكلمات في العقود والإيقاعات، وهي دالة على علمه وفضله واحتياطه، وهو معاصرٌ للشيخ علي بن عبد العالي الكركي).
3- قال عنه الشيخ سليمان الماحوزي: (الشيخ الفقيه العلامة الشيخ مفلح بن حسن الصيمري، وأصله من صيمر وانتقل إلى البحرين وسكن قرية سلماباد، وله التصانيف الفائقة المليحة منها...).
4- وقال عنه الشيخ علي البلادي: (وهذا الشيخ + من رؤساء الطائفة المحقة وفتاويه كثيرة منقولة مشهورة في كتب الأصحاب كالجواهر والمقابيس ومفتاح الكرامة وغيرها.... وقبره في قرية سلماباد من البحرين وقبر ابنه الصالح الشيخ حسين بجنبه). أشعاره وما قيل فيه من الشعر: له الكثير من القصائد، وقد ذكر الشيخ فخر الدين الطريحي في منتخبه قصيدتين من قصائده، كما قام الشيخ محمد السماوي بجمع أشعار الشيخ مفلح الصيمري في ديوان مستقل وقد انتقل هذا الديوان بعد وفاة الشيخ السماوي إلى الشيخ محمد علي اليعقوبي، ولا علم لنا عن مصيره الحالي، وقد تقدمت قصيدته التي قالها حين خرج من البحرين، وقصائده طويلة ولكننا سنقتصر هنا على بعض النماذج، فمما ذكره الشيخ فخر الدين الطريحي في منتخبه هذه القصيدة وهي طويلة تبلغ ثلاثاً وثمانين بيتاً، وسنذكر مطلعها:
أعدلك يا هذا الزمان محرم... أم الجور مفروض عليك محتم
أم أنت ملوم والجدود لئيمة... فلم ترع إلا للذي هو الأم
فشأنك تعظيم الأراذل دائماً... وعرنين أرباب الفصاحة ترغم
إذا زاد فضل المرء زاد امتحانه... وترعى لمن لا فضل فيه وترحم
إذا اجتمع المعروف والدين والتقى... لشخص رماه الدهر وهو مصمم
وكم جامع أسباب كل رذيلة... وليس لما قد قال أو قيل هم
فأضحى وقد ألقى الزمان جرانه... لديه فيقضي ما يشاء ويحكم
وذاك لأن الدين والعلم والندى... له معدن أهلوه يؤخذ عنهم
فمعدنه آل النبي محمد... وخيرهم صنو النبي الأعظم
فأقبلت الدنيا عليه بزينة... وألقت إليه نفسها وهي تبسم
فأعرض عنها كارها لنعيمها... وقابلها منه الطلاق المحرم
فمالت إلى أهل الرذائل والخنا... وأومت إليهم أيها القوم أقدموا
فجاءوا إليها يهرعون فأقبلت... عليهم وقالت فاسمعوا ثم افهموا
صداقي عليكم ظلم آل محمد... وشيعتهم أهل الفضائل منهم
فقالوا رضينا بالصداق وأسرجوا... على حربهم خيل الضلال وألجموا

وفاته:
لم أجد تاريخاً دقيقاً ومحدداً لوفاته، ولكن إسماعيل باشا البغدادي والسيد محسن الأمين خمنا وفاته بحدود سنة 900هـ (حوالي سنة 1495م)، ولم يذكرا مصدرهما في ذلك، ولعل السيد الأمين قد تأثر في نقله بما ذكره البغدادي، لأن وفاة الأخير حصلت قبل وفاة السيد الأمين بقرابة النصف قرن. وعلى أي حال فقد سرى ما ذكراه إلى أكثر الكتب المتأخرة عنهما، فكثير من المصادر تذكر هذا التاريخ على أنه تاريخ مسلّم، هذا ولكن لا يوجد ما يدل على حياة الصيمري حتى هذا التاريخ، إذ أن المتيقن هو أن الشيخ الصيمري كان حياً في رمضان سنة 878هـ (حوالي سنة 1474م)، إذ أنه في أواخر شهر رمضان من هذه السنة فرغ من كتابه (كشف الالتباس)، ولا يوجد ما يدل على حياته أو وفاته بعد ذلك، وإن كنت لا أعتقد أنه عاش بعد ذلك كثيراً، إذ أنه لم يصنف أي من كتبه بعد هذا التاريخ، إذ أن جميع كتبه التي رأيناها يرجع تاريخها إلى ما قبل هذا التاريخ، فالأرجح أنه لم يعش بعد سنة 878هـ أكثر من بضع سنوات

مدفنه:
اختلف في تعيين محلّ قبره على ثلاثة أقوال: الأوّل: أنه مدفون بالحلة السيفية كما نقله إسماعيل باشا البغدادي. والثاني: أنّه مدفون في بلدة (هرموز)، كما يظهر من كتاب (مشايخ الشيعة)، حيث نقل إنّه توفي هناك. والثالث: إنّه مدفون في البحرين في قرية (سلماباد)، كما نقله في أنوار البدرين عن الشيخ سليمان الماحوزي. هذا ويوجد الآن في قرية (سلماباد) بالبحرين قبر مشهور، وقد بُنِي عليه مسجد وهو منسوب إلى الشيخ مفلح الصيمري، ولم أجد أحداً من قدماء علماء البحرين نصّ على أنّ قبره في (هرموز) إلاّ صاحب (مشايخ الشيعة)، وقد نقله عنه بعض المتأخّرين، وأوّل من نصّ على أنّه في البحرين هو الشيخ الماحوزي، وتبعه عليه الشيخ علي البلادي في (أنوار البدرين)، وتبعهما من جاء بعدهما كالشيخ المبارك في (حاضر البحرين). والقول الأول في غاية البعد حيث لم ينقل ذلك عن أحد من علماء البحرين، وإسماعيل باشا البغدادي متأخر ولا نعرف مصدره في هذا الادعاء إذ لم نسمع عن أن الصيمري بعدما هاجر إلى البحرين واستقر فيها عاد مرةً أخرى إلى العراق للاستقرار فيه، كما يبدو من كلام إسماعيل باشا أنه غير مطلع على سفر الصيمري إلى البحرين، ولعله ذكر ما ذكره تخميناً ليس إلا. ولا يمكنني الجزم بصحّة أي من القولين الآخرين على وجه الخصوص، وإن كنت أميل لما قاله الشيخ سليمان الماحوزي واستقر به لاشتهار القبر بين أهل البحرين، بينما لم نجد بحسب تتبعنا لتاريخ (هرموز) من أشار إلى وجود هذا القبر هناك، وأما احتمال أن يكون القبر الموجود في البحرين لشخص آخر غير الشيخ مفلح فهو أمر مستبعد.

### 2- الشيخ حسين بن مفلح الصيمري (933هـ)
هو الشيخ حسين ابن الشيخ مفلح بن الحسن بن رشيد بن صلاح الصيمري
مولده:
لم تذكر لنا المصادر مكان ولا تاريخ ولادته على وجه التحديد، إلا أن المظنون أن ولادته حصلت في البحرين، كما أن تلميذه الشيخ يحيى البحراني أشار إلى أن الشيخ حسين الصيمري حينما توفي كان عمره أكثر من ثمانين سنة، وحيث أن وفاته كانت سنة 933هـ، فيمكن أن نستشف من كلامه أنه وُلِد قبل سنة 853هـ (حوالي سنة 1449م).
الأوضاع السياسية:
لم يذكر لنا التاريخ ما يشفي الغليل عن أوضاع البحرين في تلك الفترة التي عاش فيها صاحب الترجمة، وقد تعرضنا في ترجمة الشيخ مفلح إلى ما اطلعنا عليه من أوضاع البحرين في تلك الفترة، ولكن يمكننا أن نضيف هنا بأن صاحب الترجمة عاش على ما يبدو أوقاتاً صعبةً خلال تلك الحقبة من الزمن، فمضافاً إلى عدم الاستقرار السياسي الذي مرت به البحرين خلال تلك الحقبة، يمكننا أيضاً أن نتلمس حدثين مهمين في حياة صاحب الترجمة:
الحدث الأول: أنه شهد في بدايات حياته ما لحق والده العلامة الشيخ مفلح الصيمري من الاضطهاد نتيجة تمسكه بمبادئه، وكيف نفاه الطواغيت عن البحرين من دون أي مراعاة لمستواه العلمي.
الحدث الثاني: وقد شهده في آخر حياته، وهو الاحتلال البرتغالي للبحرين حوالي سنة 927هـ (1521م) وبلدان الخليج، وما صاحب هذا الاحتلال من نهب وسلب واضطهاد لهذه البلدان، وكان هذا أول غزو أوربي تتعرض له البحرين ومنطقة الخليج، وقد توفي صاحب الترجمة بعد هذا الاحتلال بعدَّة سنوات، وقد استمر هذا الاحتلال قرابة المائة عام.
سجاياه وصفاته:
لقد وصفه تلميذه الشيخ يحيى بن الحسين البحراني بقوله: (وقد استفدت منه وعاشرته زمناً طويلاً ينيف على ثلاثين سنة، فرأيت منه خلقاً حسناً، وصبراً جميلاً، ولا رأيت منه زلةً فعلها، ولا صغيرةً أصر عليها فضلاً عن الكبيرة، وكان له فضائل ومكرمات، كان يختم القرآن...)
ولهذه الأوصاف قيمتها؛ إذ أنها صدرت ممن عاشره زمناً طويلاً، وخالطه وتتلمذ عليه، وعرف عنه كل صفاته ومزاياه.
عبادته:
في كتابه مشايخ الشيعة يصف الشيخ يحيى البحراني عبادة أستاذه الشيخ حسين بن مفلح الصيمري بقوله:(...كان يختم القرآن في كل ليلة اثنين والجمعة مرة، وكان كثير النوافل المرتبة في اليوم والليلة، وكثير الصوم، ولقد حج مراراً متعددةً تغمده الله برحمته).
ورغم أن الشيخ يحيى البحراني قد قصد في كتابه المذكور أن يختصر ويترك الإطالة، إلا أنه خرج عن هذه القاعدة وأطال في ذكر مزايا أستاذه، ولعله يريد أن يردَّ له بعض أفضاله عليه.
أساتذته ومشايخه:
لم نطَّلع على أسماء المشايخ الذين تتلمذ عليهم الشيخ حسين الصيمري، وكل الذي عرفناه أنه تتلمذ على يد والده الشيخ مفلح الصيمري، وأما مشايخه في الرواية فإنه يروي عن والده الشيخ مفلح، كما يروي عن المحقق الكركي، بل نقل الميرزا عبد الله الأفندي أن صاحب الترجمة تتلمذ على الكركي أيضاً.
تلامذته:
من المطمئن به أنه كان للشيخ حسين الصيمري الكثير من التلاميذ، ولكننا ونظراً لشحة المصادر لم نتمكن من التعرف على أسماء تلامذته والراوين عنه، وكل الذين تعرفنا عليهم منهم أربعة أشخاص فقط:
1. ولده الشيخ عبد الله بن الحسين بن مفلح بن الحسن الصيمري.
2. الشيخ يحيى بن الحسين بن عشيرة بن ناصر بن أحمد البحراني.
3. الشيخ نصر بن برقع بن صالح بن تركي الطرفي.
4. السيد إبراهيم.

مصنفاته:
للشيخ حسين الصيمري العديد من الكتب، منها:
1. (محاسن الكلمات في معرفة النيّات)، ذكره الطهراني في الذريعة وقال إنّه موجود في الخزانة الرضويّة.
2. مناسك الحج الكبير، ذكره الشيخ الطهراني وقال إنّه موجود في خزانة السيّد حسن الصدر.
3. مناسك الحج الصغير، ويسمى أيضاً رسالة المناسك، ذكره الشيخ الطهراني في الذريعة وقال عنه: (وهو كسابقه موجود في خزانة سيّدنا الصدر).
4. (جواز الحكومة الشرعية)، ذكره الشيخ الطهراني في الذريعة، وقال ناقلاً عن كشكول البحراني بأنّ الشيخ سليمان الماحوزي ينقل عن هذا الكتاب في كتابه (الفوائد النجفيّة).
5. الأسئلة الصيمرية. ذكره الشيخ الطهراني في الذريعة، وهي الأسئلة التي كتبها إلى المحقق الكركي، وقد أجاب عنها الكركي وقد وصفه الكركي فيها بـ(الشيخ الأجل أبقاه الله)، وفي ضمن هذه الأسئلة جاء في السؤال الرابع ما لفظه: ما يقول وفضله في مسألة التقصير، هل لو كانت ثمانية فراسخ فصاعداً حال استقامة طريقها وعند دورانها ينقص عن الثمانية، فتكون الاستقامة شرطاً، أم كالمساجد العشرة التي تزار في البحرين في المواقيت : وهل يجوز الجمع بين القصر والتمام أم لا ؟

وقد أجاب المحقق الكركي عن هذا السؤال وعن بقية الأسئلة الأخرى بشكل مفصل، والأسئلة مع أجوبتها مطبوعةٌ في ضمن المجلد الثاني من (رسائل المحقق الكركي).
1. الإيقاظات في العقود والإيقاعات. ذكره الشيخ الطهراني في الذريعة.
2. وقد نسب إليه الميرزا عبد الله الأفندي كتاب(إلزام الناصب بولاية علي بن أبي طالب ×) وقد تقدم أن هذا الكتاب لوالده الشيخ مفلح، إلا أن الميرزا الأفندي يذكر بأنه رأى عدة نسخ عتيقة منه في البحرين وبلاد الإحساء وغيرها، وكان فيها بأنه من مؤلفات الشيخ حسين هذا، وقد يُظن أنه تأليف والده، إلا أننا نجد الشيخ سليمان الماحوزي وهو من كبار علماء البحرين وممن لهم اطلاع واسع على حياة علمائها- ينسب هذا الكتاب إلى الشيخ مفلح لا إلى ولده الشيخ حسين (16)، ومن البعيد جداً أن لا يكون الشيخ الماحوزي قد اطلع على تلك النسخ التي ذكرها الميرزا عبد الله الأفندي، فإن الماحوزي كانت له مكتبة كبيرة، وكانت له معرفة جيدة بمؤلفات علماء البحرين، ولهذا فالأرجح لدي هو كون الكتاب من مؤلفات الأب الشيخ مفلح.

آراؤه الفقهية:
لم تنقل لنا المصادر الكثير من آرائه الفقهية، ولعل أهم ما نقل لنا من ذلك هو فتواه بجواز الحكومة الشرعية أي القضاء لغير المجتهد مع فقده من باب الضرورة، فقد ألف فيه رسالة مستقلة للاستدلال على هذا القول، وهذا الرأي رغم ندرته في أوساط الفقهاء -خصوصا في تلك الأعصار- إذ أن الرأي المعروف هو اشتراط الاجتهاد في القاضي، إلا أن هناك من تبنَّى عدم الاشتراط إما مطلقاً أو مع فقد المجتهد كالشهيد الثاني على ما نُقِل عنه، وكالشيخ سليمان بن عبد الله الماحوزي الذي تبنى هذا القول ودافع عنه وألَّف رسالة في ذلك.
شعره: 
لم يدون لنا التاريخ قصائد كثيرة لصاحب الترجمة، وكل ما عثرنا عليه هي قصيدة قالها تقريضاً لكتاب والده (كشف الالتباس عن موجز أبي العباس)، ولكن يظهر من هذه القصيدة أنه كان شاعراً مجيداً من غير تكلف، وهذه القصيدة مذكورة على نسخة خطية من كتاب (كشف الالتباس) وهي نسخة خطية قديمة موجودة في خزانة السيد المرعشي، ويعود تاريخ كتابتها إلى سنة 988هـ وقد كتبها علاء الدين بن عبد الرحمن، ومعها ثلاث قصائد أخرى، إحداها لوالده أي الشيخ مفلح الصيمري، والثانية للشيخ محمد بن أحمد الإحسائي، والثالثة للشيخ ناصر بن عبد الحسين السماهيجي البحراني، وقد تعرضنا للقصائد الثلاث سابقاً في ترجمة الشيخ مفلح الصيمري، ولعل التاريخ يكشف لنا من بطون المخطوطات قصائد أخرى لصاحب الترجمة ولغيره من علماء وأدباء البحرين، والقصيدة هي:
هذا كتاب ليس يوجد مثله 
للطالبين عمود رأس المذهب
شرح تضمن كشف لفظ الموجز 
```
بعبارة وضحت لكل مهذب
```

شرح تصدى للمسائل كلها
قد كان موجز ابن فهد معجزا 
سنداً وتعليلاً وحسن تهذب
قد كان موجز ابن فهد معجزاً
فأتى بلغز ثم لمز موجز		
حتى غدا سهلاً بغير تصعب
رام الإمام الشيخ أحمد أنه
فأتى بلغز ثم لمز موجز		
يعلو على كلّ بهذا المطلب
فأتى بلغز ثم لمز موجز
منمن		
متعمداً حتى سما كالعقرب
قد كان يعجز كل حبر مصقع
منمن		
عن نيله فغدا بغير تحجب
من بعد ما قد كان صعباً مغلقاً
متمنعاً كتمنع المستصعب
مضت السنون عليه غير محقق
مع كونه		
من عصر ذاك العالم المتكسب
مع كونه يقرا ويروى دائماً
حقاً وهذا القول غير مكذب
ذاك الإمام الشيخ مفلح الذي
حاز العلى حتى أضا كالكوكب
أسألك يا رب العلى بالمصطفى
وعلي والزهرا وكل مطيب
من نسلها فأدم فواضل شيخنا
وأدمه بالتقوى لكشف المذهب
أقوال العلماء فيه:
قال عنه تلميذه الشيخ يحيى بن الحسين بن عشيرة البحراني: «الشيخ الفاضل نصير الملة والحق والدين حسين بن مفلح بن حسن، ذو العلم الواسع، والكرم الناصع، صنف كتاب المنسك الكبير كثير الفوائد، ورسائل أخرى، وقد استفدت منه، وعاشرته زماناً طويلاً ينيف على الثلاثين سنة، فرأيت منه خُلقاً حسناً، وصبراً جميلاً، ولا رأيت منه زلّةً فعلها، ولا صغيرةً أصرّ عليها، فضلاً عن فعل الكبيرة، وكان له فضائل ومكرمات، وكان يختم القرآن في كل ليلة اثنين والجمعة مرة، وكان كثير النوافل المرتبة في اليوم والليلة، وكثير الصوم، ولقد حج مراراً متعددةً تغمده الله بالرحمة والرضوان وأسكنه بحبوحة الجنان، ومات في...».
قال عنه الشيخ الحر العاملي :«الشيخ حسين بن مفلح الصيمري، عالم محدث عابد كثير التلاوة والصوم والصلاة والحج وحسن الخلق، واسع العلم، له كتاب المناسك الكبير كثير الفوائد، ورسائل أخرى، توفي سنة 933 وعمره يزيد على الثمانين»
قال عنه الشيخ سليمان الماحوزي: «الشيخ الفقيه الزاهد العابد الشيخ حسين، أورع أهل زمانه وأعبدهم وأفضلهم، كان مستجاب الدعوة، كثير العبادات والصدقات، قلّ أن يمضي له عام في غير حجّ أو زيارة، لم يعثر له عثرة، وكان للناس فيه اعتقاد عظيم وراج الشرع الشريف في زمانه غاية الرواج، وكان أذكى أهل زمانه، واجتمع في بعض أسفاره بالشيخ العلامة مروّج مذهب الإمامية في المائة التاسعة الشيخ علي بن عبد العال الكركي، واستجاز منه وأجازه.»
وفاته ومدفنه:
ذكر تلميذه الشيخ يحيى بن الحسين بن عشيرة البحراني في كتابه (مشايخ الشيعة) أن صاحب الترجمة توفي في أول محرم سنة 933هـ، (أي في السابع من أكتوبر سنة 1526م) حيث قال: (ومات بقرية سلماباد إحدى قرى بلدة البحرين مفتتح شهر محرم الحرام من سنة ثلاثة وثلاثين وتسعمائة، وعمره ينيف على ثمانين سنة).
وقبره معروف يزار في قرية (سلماباد) منذ القدم، وقد ذكر الشيخ سليمان الماحوزي (المتوفي سنة 1121هـ) أنه زار قبر صاحب الترجمة ووالده الشيخ مفلح في قرية سلماباد، وحالياً فإن القبرين عليهما بناء معروف ويقصدهما الناس للزيارة والتبرك.

### 3- الشيخ عبد الله ابن الشيخ حسين ابن الشيح مفلح الصيمري
ابن الشيخ حسين الصيمري، مدفنه في جنوب القرية وقد بني عليه مسجد معروف باسم مسجد الشيخ عبد الله

### 4- الشيخ يحيى بن عشيرة السلمابادي البحراني
كان في الأصل من قرية سلماباد من قرى البحرين حسب الظاهر من وصف صاحب الرياض (ج2، ص179) إياه بالسلمابادي عند ذكر إجازة شيخه لـه الشيخ حسين بن مفلح الصيمري، إلاّ أنّه نزل يزد في إيران عندما كان وكيلاً عن استاذه المحقق الكركي فيها.
عصره:
يُعتبر الشيخ ابن يحيى من علماء القرن العاشر الهجري رغم أننا لم نعثر على تاريخ ولادته في المصادر التي بين أيدينا إلاّ أنه ممكن أن يقال: إنّ ولادته كانت في أواخر القرن التاسع الهجري وهذا يظهر من عبارته في هذه الرسالة بحق صحبته وتلمذته على يد الشيخ حسين الصيمري حيث نصّ العبارة هكذا: (وقد استفدتُ منه وعاشرته زماناً طويلاً ينيف على ثلاثين سنةً)
فلو أخذنا (30سنة) فقط من مدة المعاشرة وانقضائها من تاريخ وفاة شيخه الصيمري المذكور بنفس الرسالة فتكون سنة (903هـ) فلا يمكن أن يكون ابتداء صحبته مع شيخه وهو ابن [3سنوات] فلابد أن يكون عمره أكثر من هذه؛ لان ظاهر لفظ (استفدتُ منه) هناك قصد واختيار وهذان غير متوفرين لابن 3 سنين، فيحتمل أنّ ولادته كانت في أواخر القرن التاسع وبقي إلى القرن العاشر، بحيث كان مؤهلاً وراشداً على أقل التقادير حتى أستطاع الشيخ حسين الصيمري أن يلتزمه أو يكون محط عنايته.
شيوخه وروايته:
صرّح بنفسه بأنه تلمذ على يد الشيخين الصيمري ـ ولـه إجازة منه بتاريخ 926هـ ـ، والشيخ المحقق علي بن عبد العالي الكركي وله إجازة منه أيضاً بتاريخ 932هـ.
تلامذته:
1. علي بن خميس بن عبد الله الجزائري/ الذريعة: ج1 ص265، رقم 1388.
2. عبد الله بن عبد الكريم/ الذريعة: ج1، ص264، رقم 1387.
3. عبد الجليل أحمد الحسيني/ طبقات الشيعة/ القرن العاشر ص118، رقم 9.

مؤلفاته:
ذكر صاحب رياض العلماء في ج5، ص343 بترجمة يحيى بن حسين بن عشيرة إنّ له المصنفات التالية التي عثر عليها بخطه في بلدة يزد وغيرها وهي:
1. كتاب الأنساب من إمامنا القائم بالحق إلى آدم.
2. كتاب اللباب في إثبات معرفة الأنساب.
3. كتاب السعادات.
4. زبدة الأخبار في فضائل المخلصين الأطهار.
5. كتاب أمير المؤمنين ().
6. كتاب مقتل فاطمة ().
7. كتاب وفاة الحسن الزكي ().
8. كتاب التحفة الرضية (أو الرضوية) في شرح الجعفرية لأستاذه الكركي.
9. هداية التاج في شرح رسالة مناسك الحاج لأستاذه الكركي.
10. نقدةكتاب ثواب وعقاب الأعمال، للشيخ الصدوق.
11. تلخيص تفسير الطبرسي الكبير.
12. تلخيص كتاب كشف الغمة في معرفة الأئمة.
13. تلخيص كتاب إرشاد القلوب.
14. تلخيص المعارف لابن قتيبة.
15. تلخيص علل الشرائع للشيخ الصدوق.
16. رسالة في إثبات الرجعة.
17. رسالة بهجة الخاطر ونزهة الناظر (فروق لغوية).
18. رسالة في مشايخ الشيعة.

وفاته:
أيضاً لم نعثر على تاريخ وفاته أو موضع قبره، ولعله تُوفي في العقود الأخيرة من القرن العاشر.
ولا نعلم هل وافته المنية في يزد عندما كان نائباً فيها عن أستاذه المحقق الثاني، أم عادَ إلى موطنه الأم البحرين فصارت مثوى لرفاته الأخير؟
ولكن هو كان حيّاً في (13 ربيع الثاني 970هـ) هذا تاريخ إجازته لتلميذه الشيخ عبد الجليل بن أحمد الحسيني. إذاً عمره قد قارب من 80 سنة والله العالم.